# پوزئیدون ۴۳۴۱
سیارک ۴۳۴۱ (به انگلیسی: 4341 Poseidon، نامگذاری:1987KF) چهار هزار و سیصد و چهل و یکمین سیارک کشف شده‌است که در ۲۹ مه ۱۹۸۷ کشف شد.
قدر مطلق سیارک برابر ۱۵٫۵۰ است.